# Plamenomet
Plamenomet (tudi plamenometalec) je zažigalno orožje, ki se je pojavilo med prvo svetovno vojno.
Princip delovanja je preprost: s sprostitvijo vzvoda sprožimo brizganje zažigalne tekočine, ki se nahaja v rezervoarjih. Na koncu brizgalne šobe je pritrjeno vodilo, ki zagotavlja nenehni ogenj. Ko tekočina prispe izven šobe, se vname in kot ognjen curek poleti proti cilju. Tam tekočina zgori do konca in povzroči poškodbe sovražnikove žive sile in/ali opreme.
Plamenometi so lahko:
- ročni (vojak nosi na hrbtu rezervoarje, v rokah pa drži usmerjevalec plamena)
- tankovski (tank je lahko prilagojen tako, da ima namesto mitraljeza oz. topa plamenomet).

Ročni plamenometi imajo lahko domet do nekako 70-80 m in so namenjeni le kratkotrajnim curkom (nekako velja liter tekočine traja 1 s). Tankovski plamenometalci imajo daljši obseg in večji rezervoar.
Plamenometi so najpogosteje uporabljeni pri zavzemanju fortifikacij in v urbanem bojevanju, ko lahko učinkovito »počisti« prostor.